# 邵陽字牌
邵陽字牌，是流傳於湖南邵陽縣的字牌遊戲。當地還有稱為剝皮胡的玩法，差別只在数醒者能得到胡牌者一半胡數，胡數多者扣除胡數少者的胡數。

## 牌具
同湖南的字牌。

## 牌規

### 流程
- 四人遊戲。莊家的對家作夢家，稱為数醒。
- 莊家摸二十一張，左右兩家摸二十張。庄家最后一张牌亮出，称为挡底或亮张。
- 玩家除首次所摸牌外，均不得将牌放入手中。如所摸之牌不能和任何玩家配對，只能放在本人右边。
- 行牌類似麻將，同樣有吃、碰、槓，差別如下。
  - 起手槓子、刻子，須在出牌前以全蓋放下，各稱為提牌、坎牌。
  - 自摸暗刻須以蓋兩张亮一张，稱為偎牌。
  - 明刻時須以三张全亮，稱為碰牌。
  - 明刻時自摸、補槓，或坎牌、偎牌時補槓，四張全亮，稱為跑牌。
  - 暗槓、或偎牌時自摸，蓋三张亮一张，稱為提牌。
  - 碰、槓兩次與以上時，不打牌出去，稱為重跑。
  - 組成面子時，手中若有同牌，而且可和其他手中的牌組成面子，將兩面子都付露，稱為比牌。
  - 上家或自家摸的牌，當能組成面子時卻放棄、或自己打出該張牌，之後該玩家不能用同張牌組成面子，稱為臭牌。如果自己再摸起相同牌，蓋兩張亮一张，稱為臭偎。
  - 提、偎、臭偎優先順序大於胡牌。
- 以下兩種組和也能組成面子、能吃牌。
  - 大小寫相同的2、5、7。
  - 三張大小寫不同、點數相同，稱為大小三搭、搭子。
- 組成至少七面子、或六面子加一對子為胡牌。只能用自己摸的牌來胡牌。[1]

### 牌值
- 大小三搭、多數順子的胡數為零。
- 莊家天胡、或閒家地胡，則總胡數加倍。
- 將總胡數除5，其商數即就為囤的分數。若是自摸胡再加一囤。
- 各面子的胡數如下表。[1]

| 面子     | 小字 | 大字 |
| -------- | ---- | ---- |
| 碰牌     | 1    | 3    |
| 坎牌     | 3    | 6    |
| 偎牌     | 3    | 6    |
| 跑牌     | 6    | 9    |
| 提牌     | 9    | 12   |
| 2、7、10 | 3    | 6    |
| 1、2、3  | 3    | 6    |